# Карепи
Карепи (фр. Carrépuis) насеље је и општина у североисточној Француској у региону Пикардија, у департману Сома која припада префектури Мондидје.
По подацима из 2011. године у општини је живело 283 становника, а густина насељености је износила 51,45 становника/km². Општина се простире на површини од 5,5 km². Налази се на средњој надморској висини од 92 метара (максималној 97 m, а минималној 83 m).

## Демографија
| 1962. | 1968. | 1975. | 1982. | 1990. | 1999. | 2011. |
| ----- | ----- | ----- | ----- | ----- | ----- | ----- |
| 160   | 173   | 215   | 206   | 198   | 218   | 283   |

График промене броја становника у току последњих година